# تومي كابل
توماس آرثر كابيل (27 يونيو 1922- 5 أكتوبر 2009) كان لاعب كرة قدم إنجليزي محترف. سجل 120 هدفًا من 276 مباراة، في دوري كرة القدم لعب لمانشستر سيتي وتشيسترفيلد وبرمنغهام سيتي ونوتنغهام فورست وكوفنتري سيتي وهاليفاكس تاون. وقد لعب مهاجم في الجهة اليسرى.